# 潘娜拉麵包店
潘娜拉麵包店（英語：Panera Bread）是一間起源於1987年在美國和加拿大的加盟連鎖麵包店，2017年4月5日由JAB控股公司以75億美元收購。

## 历史
1987年，Ken和Linda Rosenthal在密苏里州柯克伍德成立了St. Louis Bread Company，第一家分店位于那里。Rosenthals投资了150,000美元，并获得了150,000美元的小型企业管理局贷款。
1993年，Au Bon Pain Co.，一家公共公司，以2,300万美元的价格购并了St. Louis Bread Company。
1997年，Au Bon Pain将公司更名为Panera，这个词源于拉丁语中的“面包篮”，与西班牙语和加泰罗尼亚语中的“面包篮”一词相同。在密苏里州的分店保留了原名。 与此同时，St. Louis Bread Company对其在圣路易斯地区的20家烘焙咖啡店进行了翻新。
1999年5月，Au Bon Pain Co.以7800万美元的价格将Au Bon Pain出售给Bruckmann, Rosser, Sherrill & Co.公司，以便专注于Panera Bread连锁店。
2000年，Panera Bread将总部迁至密苏里州里士满海茨。
2007年，Panera Bread购买了Paradise Bakery & Café的51%股份，这是一个位于凤凰城大都会区的概念，在10个州拥有70多家分店，主要位于西部和西南部，价格为2,110万美元。 该公司于2009年6月购买了Paradise的余额。
2008年2月，一家集体诉讼针对该公司提起诉讼，声称公司未能披露有关公司的财务状况、商业关系和前景的重大不利事实。 2011年2月，Panera同意支付575万美元给股东，同时不承认任何错误，以解决这起诉讼。
2010年11月，Panera Bread将总部迁至Sunset Hills，同时离开了其Richmond Heights总部和密苏里州布伦特伍德办公室。 该公司于2013年扩大了总部的空间。

## 订购
2014年5月，Panera推出了"Panera 2.0"，这是一系列集成技术，包括数字订购、支付、运营和最终消费的新功能。它包括配备iPad的平板电脑自助点餐台，公司称之为快速通道，顾客可以在不走到柜台的情况下下单和支付。 顾客还可以通过他们的智能手机或平板电脑上的应用下单和支付。 2017年，数字订购占据了超过10亿美元的订单额，或者销售额的26%。

## 品牌改造、收购和技术应用
2015年9月，Paradise Bakery & Café分店重新以Panera Bread的品牌进行经营。
2015年第四季度，Panera收购了Tatte Bakery & Cafe的多数股权，这是一家位于波士顿地区的面包店咖啡厅概念连锁店，后来扩展至华盛顿特区大都会。
2016年3月23日，Panera在俄亥俄州伊利里亚开设了第2000家分店。
2017年1月，Panera宣布其食品菜单已不含人工色素、香料、甜味剂和防腐剂。
2017年7月11日，JAB Holding Company以75亿美元收购了该公司。
2017年11月8日，Panera宣布公司创始人Ron Shaich将卸任首席执行官一职，由公司总裁Blaine Hurst接任。Shaich仍然担任公司主席。 公司还宣布收购了Au Bon Pain。
2018年1月，Panera将Tatte Bakery & Café出售给Ron Shaich拥有的Act III Holdings, LLC。
2018年1月，该公司成立了一家咨询业务，帮助餐厅从菜单中删除人工成分。
2022年8月，该公司宣布正在通过纽约州上部的两个地点测试在其汽车服务窗口使用人工智能。它使用了OpenCity的语音订购技术Tori。在宣布时，该连锁店约有45%的分店拥有汽车服务窗口。通过这一举措，该公司加入了餐厅行业的其他公司，如麦当劳、汉堡王和塔可贝尔，并且在该连锁店的其他人工智能应用之上。

## 社会责任

### Panera Cares：非营利餐厅
2010年，该公司的非营利基金会在其圣路易斯本地市场创建了Panera Cares，这是一个“随你付款”，付之以后（PIF）和传统的慈善行为餐厅。首席执行官Ron Shaich基于NBC对科罗拉多州丹佛市的SAME Cafe的介绍提出了这个想法。 后来，它将这个概念扩展到迪尔伯恩，密歇根州；波特兰，俄勒冈州；芝加哥，伊利诺伊州和波士顿，马萨诸塞州。 他们的一些餐厅每周为3,500名顾客提供服务。 芝加哥的Panera Cares于2015年1月底关闭。 俄勒冈州波特兰的Panera Cares于2016年6月底关闭。圣路易斯附近的原始地点于2018年1月关闭。 波士顿的最后一个Panera Cares于2019年2月15日关闭。

### 关于囚禁和无囚禁的鸡蛋
2015年11月5日，Panera承诺到2020年将在所有门店中只使用无囚禁鸡蛋。 Panera还宣布在其菜单中添加更多植物蛋白质，如毛豆和有机藜麦。在宣布时，该公司表示，2015年它使用的约7000万只鸡蛋中，21%是无囚禁鸡蛋。 2016年12月，该公司发布了其第三份动物福利进展报告，宣布新的努力改善肉鸡的福利。 2021年，Panera宣布已将其65%的鸡蛋供应转为无囚禁鸡蛋，但尚未将剩余的35%转换。

### Panera Bread对气候变化的立场
Panera Bread在其抑制全球变暖的运动中包括了一项凉爽食品承诺。尽管与高碳排放有关，但美国的肉类消费仍然很高。 此外，牛肉生产占全球温室气体排放的约14.5%。 Panera Bread为美国消费者提供膳食指南，以帮助他们改变饮食习惯，从而有助于减少碳排放。通过凉爽食品承诺，该公司使用红绿灯标志来表示不同的健康和不健康食物。标有绿色的食物被认为是健康的，而标有黄色的食物应适量食用。2015年，Panera Bread还宣布了反对使用转基因生物（GMO）的政策，使其成为美国第一个质疑这些食物的安全性和环保性的食品连锁店。

### 社区捐赠
Day-End Dough-Nation计划将未售出的面包和烘焙食品捐赠给当地的饥饿救济机构和慈善机构。Panera Bread烘培咖啡店每年向有需要的当地组织捐赠价值1亿美元的未售出面包和烘焙食品。 Panera还通过捐赠优惠券或新鲜烘焙产品来支持为有需要人士提供服务的非营利组织举办的活动。